# Onthophagus aokii
Onthophagus aokii là một loài bọ cánh cứng trong họ Bọ hung (Scarabaeidae).